# Saddám: Vzestup a pád
Saddám: Vzestup a pád (v anglickém originále House of Saddam) je čtyřdílný dramatický dokumentární televizní seriál BBC a HBO z roku 2008 mapující osud iráckého diktátora Saddáma Hussajna. Snímek podepřený průzkumy dostupných pramenů a informacemi shromážděnými od odborníků i zasvěcených osob, přináší obrázek skrytého světa brutality, msty a klamu, v němž Saddám představuje pomyslný střed, Slunce, okolo kterého se vše otáčí.

## Epizody

### 1. část
Bagdád, březen 2003: Saddám Husajn sleduje televizi, kde George Bush právě ve svém projevu k Iráčanům prohlašuje: „Tyran bude brzy odstraněn.“ Kolem vybuchují bomby a Saddám se loučí se svými syny Udajem a Kusajem. Ti doufají, že se vyhnou zajetí až do chvíle, „než budou Američané poraženi.“
1979: Saddám Husajn přebírá moc v Iráku a zbavuje se svých nepřátel – i některých přátel.
Když Bagdádem otřesou výbuchy bomb odpálených teroristy, Saddám odpovídá vojenským úderem, který vede až k íránsko-irácké válce. K nelibosti manželky Sajidy se Saddám zamilovává do krásné, ale vdané učitelky. Zároveň se musí potýkat i s osobními problémy. Umírá mu matka, která jej v dětství velmi ovlivnila. O něco později se rodina a přátelé shromažďují na oslavě svatby Saddámovy dcery Raghad s jeho bratrancem a blízkým přítelem Husajnem Kamelem. Navzdory veselí však tušení mocenského vzestupu a pocity jako žárlivost, nepřátelství a paranoia brzy prověří jejich věrnost až nadoraz.

### 2. část
1988: Ačkoliv je Irák na pokraji bankrotu, Bagdád oslavuje vítězství ve válce s Íránem.
Saddámův nejstarší syn Udaj se vymyká veškeré kontrole a po jednom obzvlášť agresivním incidentu je Saddám nucen proti němu disciplinárně zakročit. Sajida se dozvídá, že se Saddám oženil se svojí milenkou Samirou, díky čemuž se její bratr a Saddámův dlouholetý zástupce Adnan dostává do nepříjemného a nebezpečného postavení.
Mezitím vyprovokuje ropná politika Kuvajtu Saddáma k vyhlášení války a diktátor vede svoji armádu do „Matky všech bitev“. Národy se šikují k obraně Kuvajtu, ale Saddám se chvástá, že je zapotřebí 30 zemí, aby se postavily jednomu Iráku. Když se pak koalice vedená Američany rozhodne, že její vojska nepotáhnou na Bagdád, Saddám to prohlašuje za své vítězství.

### 3. část
Květen 1995: Irák ledva přestál válku v Zálivu a je ochromen sankcemi Spojených národů, protože odmítl vyhovět žádosti o inspekci zbraní. Když jsou inspektoři přece jen vpuštěni do země, začíná hra na schovávanou. Zbraně, chemikálie a dokumentace jsou zakopány do země nebo ukryty a Iráčané vodí inspektory bezcílně sem a tam. Saddám je přesvědčen, že je potomkem proroků a tvrdí, že země je ostrakizována kvůli náboženské nesnášenlivosti. Když se blíží oslava dne D – sedmé výročí vítězství nad Íránem -, zneklidněný Husajn Kamal a jeho bratr překročí hranice do Jordánska, kde nabídnou spojenectví Američanům.
Rozzuřený Saddám přemístí dokumentaci o ukrytých zbraních do skladiště, které patří Husajnovi, čímž jej v očích Spojených národů znemožní. Pak přikazuje strýci obou dezertérů Ali Hassan Al Majidovi, aby si vzal na starost jejich potrestání.

### 4. část
Březen 2003: Když Bush vyhlásí, že „den osvobození se blíží“, Saddám dá pokyn většině členů své rodiny, aby odletěli do Sýrie. Zůstávají pouze Udaj, Kusaj a vnuk Mustafa. Kvůli své bezpečnosti se Saddám uchýlí do úkrytu nedaleko Tikrítu, vesnice na březích řeky Tigris, kde žil jako dítě. Jednotky koalice obsazují Bagdád a Saddám zůstává zalezlý ve své skrýši, odkud po svém strážci posílá do rádií audionahrávky povzbuzující Iráčany k ozbrojenému odporu. Saddámova první žena Sajida odjíždí spolu s dcerami a vnoučaty do Jordánska, kde v televizi sledují hon na Saddáma a jeho syny. Když se Saddám dozvídá, že na jeho hlavu byla vypsána odměna 25 milionů dolarů, cítí, že už mu příliš času nezbývá. Nakonec vojáci opravdu přijíždějí a ani poslední důkaz oddanosti ze strany jeho strážce už nemůže zabránit tomu, aby byl Saddám objeven ve svém improvizovaném podzemním úkrytu. Táhnou ho ven, jeho důstojnost je ta tam a zatímco ho vojáci tlačí k zemi Saddám prohlašuje: „Já jsem prezident Iráku a jsem ochoten s vámi jednat.“